# Arthrwys ap Ffernfael
Arthwyr ap Ffernfael roi de Gwent vers 775.
Arthwyr ap Ffernfael succède à son père Ffernfael ap Ithel dans le royaume de Gwent il est vraisemblablement le souverain gallois contemporain de la construction de la Digue d'Offa par le roi de Mercie. Les frontières de son royaume et de celui de Brochfael ap Elisedd de Powys sont  matérialisées par cet ouvrage qui semble avoir été édifié conjointement avec les administrateurs du roi Offa de Mercie dans un souci de mutuel bénéfice. Arthwyr a, comme successeur, à une date inconnue son fils Ithael [II] ap Arthwyr qui apparaît dans la décennie 830.